# أمينة سعيد علي
أمينة سعيد علي (بالصومالية: Aamina Saciid Cali)‏ كاتبة وشاعرة وعالمة طبية صومالية في معهد كارولينسكا في ستوكهولم (السويد). إذ كانت في طاولة مستديرة في مؤتمر الصوماليين في أمريكا 2004. وهي عضوة في المجلس الاستشاري لمؤسسة بيلدان (Bildhaan).

## الأعمال
- 118 قصيدة
- Qoriga u garwaaxshey asagoon sagallkii galin - Författares Bokmaskin - 2005 (ردمك 978-91-7910-641-6)